# حنو ویرتا
حنو ویرتا (انگلیسی: Hannu Virta؛ زادهٔ ۲۲ مارس ۱۹۶۳) بازیکن هاکی روی یخ اهل فنلاند است.